# 自衛隊格闘術
自衛隊格闘術（じえいたいかくとうじゅつ）とは、自衛官の白兵戦・徒手格闘戦の戦技として編み出された格闘術である。徒手格闘、銃剣格闘、短剣格闘からなる。
陸上自衛隊だけでなく、海上自衛隊（自衛隊外の試合に出る際は海闘会（かいとうかい）を名乗っている。）、航空自衛隊でも訓練に取り入れている部隊がある。
演武のことを「展示」と呼ぶ。
陸上自衛隊では2008年（平成20年）より、新しい内容の自衛隊格闘術（新格闘）が全部隊に導入された（後述）。

## 2007年（平成19年）までの自衛隊格闘術
1959年（昭和34年）に制定された内容は、徒手格闘、銃剣格闘、短剣格闘からなる内容であった（ただし、銃剣については銃剣道も併用）が、2008年（平成20年）の新格闘導入により、現在は訓練されていない。

### 自衛隊徒手格闘
自衛隊徒手格闘は、日本拳法をベースに、柔道と相撲の投げ技、合気道の関節技を採り入れた内容で構成されている。
大日本帝国陸軍においては、敵陣に対する浸透戦術を敢行するために銃剣、短剣、軍刀を用いた格闘の訓練が盛んに行われていたが、武器を用いない徒手格闘に関しては、憲兵などの一部の兵科を除いて、自主的に武道を練成することを奨励するのみであった。大日本帝国海軍では、柔道、剣道、相撲、銃剣道を練成することが奨励されていた。
戦後、アメリカ陸軍士官学校に留学した陸上自衛隊幹部が、米陸軍での格闘訓練を見た経験から、銃剣格闘と連係できる徒手格闘術の必要性を陸上幕僚監部に進言した。これを受け、1955年（昭和30年）から研究が開始され、森良之祐（日本拳法協会最高師範）、富木謙治らの協力を得て、1959年（昭和34年）に訓練体系を確立した。
その後、技術の統一と錬度の向上のため、1984年（昭和59年）、全自衛隊徒手格闘連盟が組織され、第1回全自衛隊徒手格闘大会が開催された。以後、この大会は毎年開催されている。

### 自衛隊銃剣格闘
現在の自衛隊では、旧日本軍の銃剣術を元に、戦後武道として競技化した銃剣道と、戦後に制定された自衛隊銃剣格闘の両方が実施されている。特に、銃剣道の練成は普通科中隊を中心に盛んに行われており、中隊の団結心の向上に一役買っている。
銃剣道の攻撃方法が、銃剣の刃部にあたる先端（タンポ）による刺突のみであるのに対して、自衛隊銃剣格闘は、銃剣の刃による刺突に加え、斬撃、防御、銃床による打撃、銃全体を用いた打撃や刺突して銃を撃つ動作まで含まれる。

### 自衛隊短剣格闘
旧日本軍においては日本の古武道の小太刀術を基に制定された短剣術（現在の銃剣道に含まれている短剣道）が訓練されていた。
これに対し、自衛隊短剣格闘はアメリカ陸軍で訓練されていたナイフ格闘術がベースになっているというが、これまで公刊物で公開されたことが無く、詳細な内容は不明である。

## 現在の自衛隊格闘術（新格闘）
2008年（平成20年）より新たな内容の格闘術に変更された。この新しい格闘術は自衛隊内では「新格闘」と呼ばれている。
各国の軍・治安機関では、テロ・ゲリラなどの脅威に対処するにあたり火器を有効に使用できない状況が生起すると想定し、実戦的な近接格闘術を開発していた。一方で、自衛隊での訓練は武道色の強い内容のままであった。
日本でも、不審船事案により北朝鮮の特務機関が日本国内で対日有害活動を繰り返すなど、テロもしくはゲリラコマンドにより近接戦闘が生起する可能性が高まったことを受け、陸上自衛隊では自衛官が戦闘の最終局面で自己を防衛しつつ任務を達成できるよう、2000年（平成12年）度頃より格闘術全体の見直しを検討した。検討は、陸上幕僚長・森勉が実戦的な徒手格闘の体系を早期確立するよう指示したことにより、本格化した。これにより自衛隊体育学校第一教育課に格闘研究プロジェクトチームが発足し、格闘術の抜本的な見直しを進めた。格闘研究プロジェクトチームの研究成果に基づいた新たな格闘術を2006年（平成18年）に第10師団で試験的に導入した。2007年（平成19年）中に教育訓練方法などを検討し、2008年（平成20年）に全部隊で導入された。
新格闘の訓練履修対象は、2佐以下の全陸上自衛官であり、実任務に即した技能として勤務査定に導入されている。海上自衛隊および航空自衛隊でも、警務官や基地の警備等を担任する一部の自衛官に限り、任務のために新格闘を習得する。
技術体系は従来から大幅に見直され、これまでの徒手格闘・銃剣格闘・短剣格闘という分類から、徒手技術・武器技術という分類に変更されている。
また、訓練で使用する防具もミズノ製の軽量かつ着装しやすい防具へと変更された。これは、従来の防具よりも安全性を高めつつも、訓練の痛みだけを与えることができる新機軸に基づいた防具であり、あえて痛みを与えることで自衛官の技能と精神力を向上させる狙いがある。ただし、それでも怪我人は発生している。

### 自衛隊格闘 徒手技術
かつての徒手格闘に相当する。
徒手技術について現在、具体的な内容は未だ明らかになっていない。明らかになっている内容は、
- これまでの日本拳法を基本とした徒手格闘に、大幅に投げ技や絞め技を追加する。
- これまで教本には載っていたが訓練されてこなかった技（上げ打ち、足首固め、三角絞めなど）も指導する。

程度である。
自衛隊では打撃技を当身技という。
基礎技術　
徒手格闘の型は下記の基礎技術の組み合わせで成り立っている。
- 当身技
  - 突き　縦拳での突き。
  - 回し打ち　フックにあたる
  - 揚打　アッパーカット
  - 肘打ち
  - 前蹴り
  - 横蹴り
  - 膝蹴り　
  - 回し蹴り　
  - 後ろ蹴り
  - 金的
- 投げ技
  - 首返し　　

左手で敵の右手首を持つと同時に敵の顎を右掌で押し上げ、
左足を踏み込んで敵を後ろに崩し、右足を敵の右足に掛けて押し倒す。
  - 首捻り　　首を捻って倒す技。
  - 腰投げ
  - 背負い投げ
  - 大外刈り
  - 足払い
  - 外掛け
  - 内掛け
- 関節技
  - 手首返し　小手返しと同じ
  - 手首捻り
  - 腕固め　脇固めと同じ。
  - 腕捻り
  - 腕絡み　　古流柔術にある腕絡と同じ技。
  - 腕挫十字固
- 絞め技
  - 裸絞
  - 送り襟締め
  - 十字締め
- 短剣　　
  - 刺突
  - 逆手刺突
- 小銃

これらは、自衛隊徒手格闘の技のごく一部であり様々な技が存在する。
徒手対徒手、短剣対短剣、短剣対棍棒、短剣対小銃、徒手対短剣、徒手対小銃、徒手対拳銃、小銃対小銃、対複数などは、上記の基礎技術の組み合わせで各状況における対処法が定められている。

### 自衛隊格闘 武器技術
かつての銃剣格闘と短剣格闘に相当する。
武器技術についても現在、具体的な内容は未だ明らかになっておらず、短剣での格闘時の構えの大幅な変更があった程度しか判明していない。

## 関連資料
- 平山隆一 編著『増補版 自衛隊徒手格闘入門』並木書房、2002年（平成14年）教官　海老沢（海老塚の姓にてバッチ取得。34普通科連隊　当時2等陸曹）。
- 「自衛隊格闘術のすべて」（『月刊空手道』1990年3月号、4月号掲載記事）
- 「自衛隊式格闘術入門!」（『MAMOR』2019年8月号掲載記事、「新格闘」についての記述あり）